# Thurton
Thurton est un village et une paroisse civile du Norfolk, en Angleterre. Il est situé dans le sud-est du comté, à une douzaine de kilomètres de la ville de Norwich, sur la route A146 (en) qui relie Norwich à Lowestoft. Administrativement, il relève du district non métropolitain du South Norfolk.

## Toponymie
Thurton est un nom d'origine vieil-anglaise. Son sens est incertain, mais il renvoie probablement à une ferme ou un pré (tūn) entouré d'arbres à épines (thorn ou thyrne). Il est attesté pour la première fois dans le Domesday Book, compilé en 1086, sous la forme Tortuna.

## Démographie
Au recensement de 2011, la paroisse civile de Thurton comptait 567 habitants.